# Nobuhide Akiba
Nobuhide Akiba (秋葉 信秀 Akiba Nobuhide?, nacido el 10 de abril de 1985 en Chiba) es un exfutbolista japonés. Jugaba de centrocampista y su último club fue el Vonds Ichihara de Japón.

## Trayectoria

### Clubes
| Club           | País  | Año         |
| -------------- | ----- | ----------- |
| Thespa Kusatsu | Japón | 2008 - 2010 |
| Vonds Ichihara | Japón | 2012 -      |